# Dienia
Dienia là một chi thực vật có hoa trong họ Lan.